# Sobrino de Botín

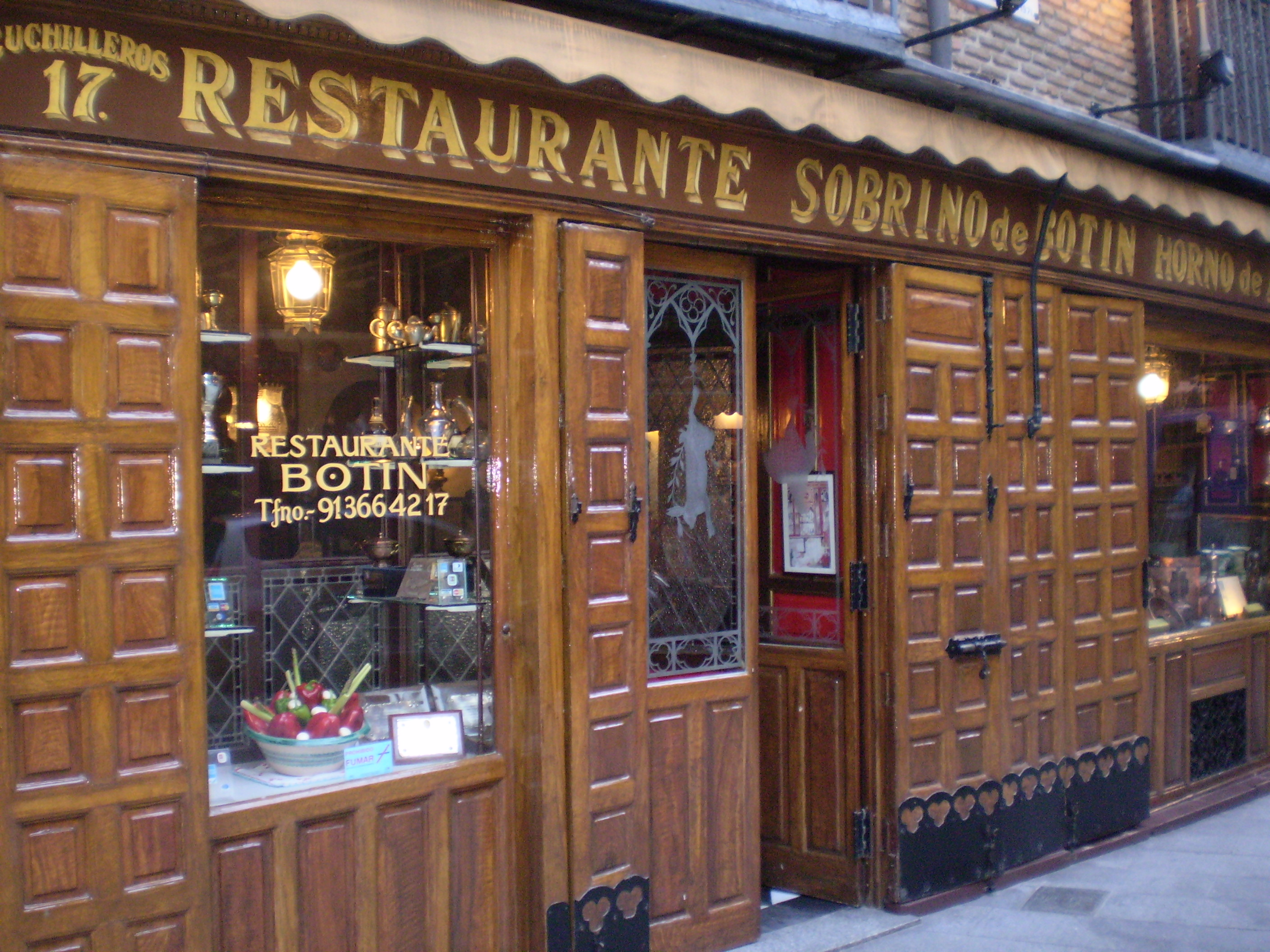
Botin

Sobrino de Botín (Botins brorson) är en restaurang i Spanien, belägen på Cuchilleros 17 i Madrid. Restaurangen öppnade år 1725 och är världens näst äldsta existerande restaurang. Restaurangen grundades av spanjoren James Botin och hans maka, och hette ursprungligen Casa Botin. Restaurangen ärvdes av brorsonen Candido Remis, vilket är anledningen till restaurangens namnbyte som överlevt i århundraden.
Historien berättar att en ung Francisco Goya arbetade här, medan han väntade på att komma in på Real Academia de Bellas Artes de San Fernando.
Sobrino de Botín och specialiteten cochinillo asado (stekt spädgris) nämns i avslutningen av Ernest Hemingways roman 
Och solen har sin gång. Restaurangens andra specialrätt sopa de ajo består av ett ägg pocherat i hönsbuljong, smaksatt med sherry och vitlök. Restaurangen nämns också i romanen Två hustrur: Fortunata och Jacinta av Benito Pérez Galdós.